# Charles Januarius Acton
Charles Januarius Acton (født 6. marts 1803 i Napoli i Italien, død 23. juni 1847 i Napoli) var  kardinal.
Han var søn af sir John Francis Acton, som sammen med sin familie var flyttet fra England til Napoli kort før Charles' fødsel, hvor sir John blev statsminister og øverstkommanderende for Kongedømmet Napoli. Efter at have studeret i England og Rom blev Charles præst og engageret i Den romerske kurie og det pavelige diplomati. Han var også guvernør i Bologna en kort tid. Han medvirkede til at England blev inddelt i otte apostolske vikariater i 1840. Han blev præfekt for Kongrationen for aflater og relikvier 1846.
Han blev in pectore kardinal i december 1839 af pave Gregor 16. Det blev publiceret i januar 1842.
Han deltog ved konklavet 1846 som valgte pave Pave Pius 9.
Kongen af Napoli ville have ham til at acceptere at blive ærkebiskop af Napoli, men det afslog han.